# Totnes Castle
Totnes Castle ist eine Burgruine in Totnes in der Grafschaft Devon in Großbritannien.

## Lage
Totnes Castle ist eine normannische Burgruine mitten in Totnes auf einem Hügel oberhalb des River Dart.

## Geschichte
Die erste Burg wurde im 11. Jahrhundert durch Judhael de Totnes errichtet, einem Gefolgsmann von Wilhelm dem Eroberer. Er erhielt das umliegende Land im Jahre 1086 und baute eine vermutlich hölzerne Burg, um seine Macht über den Landstrich zu festigen. Mit dem Tode Wilhelms verlor er das Land – vermutlich, weil er beim Aufstand 1088 um die Nachfolge und die Teilung Englands von der Normandie gegen Wilhelm Rufus Partei ergriff.
Die Burg ging in der Nachfolge an Roger de Nonant, dessen Nachkommen sie für vermutlich drei Generationen bewirtschafteten, bevor die Burg 1206 in den Besitz von William de Braose kam. Sein Sohn Reginald de Braose ließ vermutlich um 1219 die steinerne Burg errichten, deren Überreste heute noch erhalten sind. Über Reginalds Enkelin Eva de Briouze kam die Burg um 1241 an William de Cantilupe und 1273 durch Erbfolge an William Zouche, 1. Baron Zouche. 1326 war die Burg zur Ruine verfallen und wurde auf Geheiß des Königs wieder aufgebaut und neu befestigt. Nach der Schlacht von Bosworth vergab Heinrich VII. Totnes an Richard Edgcumbe, danach war die Burg militärisch überholt und verfiel. Mitte des 16. Jahrhunderts musste Richard Edgcumbe Totnes verkaufen, die Burg fiel an die Familie Seymour, die späteren Dukes of Somerset. Während des Englischen Bürgerkriegs wurde die Burg erneut besetzt, spielte aber eine untergeordnete Rolle. 1947 übergab die Familie Seymour die Burgruine dem Ministry of Works, das sie schließlich in die Obhut von English Heritage gab.

## Anlage
Heute sind noch große Teile der Burgmauer und der Keeps erhalten. Die Burgruine wird seit 1984 von English Heritage verwaltet und kann von April bis Oktober gegen einen geringen Eintritt besichtigt werden.